# Ric Berger
Richard "Ric" Berger (1894-1984) was een Zwitserse hoogleraar in design, decoratie en kunstgeschiedenis.

## Biografie
Berger werd vooral bekend om zijn talrijke krantenartikelen over historische monumenten, voornamelijk in het Franstalige deel van Zwitserland, waaronder zijn eigen tekeningen van de gebouwen. Door deze artikelen droeg hij bij aan een toegenomen belangstelling voor historische monumenten en omgevingen bij veel tot nu toe onwetende mensen, en waarschijnlijk ook indirect bijgedragen aan een bredere belangstelling voor het behoud en het redden van historische monumenten van vernietiging.
Rond het begin van de jaren zeventig publiceerde hij voorbeelden van zijn krantengeschriften in boeken die door amateurhistorici en archeologen gewaardeerd werden en nog steeds worden. Hij wordt met meer voorzichtigheid gelezen in universitaire kringen, omdat hij bekend staat als een "vulgarisator" en in wezen de stand van kennis weerspiegelt ten tijde van zijn publicaties, voornamelijk de jaren vijftig. Als actief leraar schreef hij papers over de heraldiek, de geschiedenis van het alfabet en de tekengewoonten van kinderen.

## Internationale hulptaalactiviteiten
Ric Berger bracht het grootste deel van zijn leven door met internationale hulptalen, waarvan hij er in de loop van zijn leven vier ondersteunde. Berger was een uiterst actieve voorstander van welke taal hij op dat moment ook ondersteunde, terwijl hij de neiging had om anderen zwaar te bekritiseren, inclusief talen die hij eerder had gesteund.

### Esperanto
In 1912, op 18-jarige leeftijd, raakte hij geïnteresseerd in universele talen als Esperanto.

### Ido
Berger begon Ido in 1918 te steunen na zes jaar met Esperanto.

### Occidental (later Interlingue)
Bergers activiteiten bij Occidental begonnen in 1928, toen hij redacteur werd van het tijdschrift Svissia (vanaf 1929 bekend als Helvetia) dat tot 1933 bleef publiceren. een felle campagne om Occidental te promoten en in plaats daarvan Ido te bekritiseren, waarbij ze vaak meerdere artikelen voor Cosmoglotta schreef en vaak bijna hele nummers wijdde aan kritiek op Ido.
Hij was mede-redacteur van het Occidental tijdschrift "Cosmoglotta" van 1934 tot 1950. In 1945 begon hij te overwegen de naam van de taal te veranderen, waarbij hij de mogelijke namen Auli en Wahl voorstelde. Uiteindelijk slaagde hij er in 1949 in om de naam van de taal te veranderen in Interlingue.

### Interlingua
Ric Berger raakte officieel geïnteresseerd in Interlingua in 1956, de laatste hulptaal waarvoor hij werkte. Van januari 1959 tot december 1963 was Berger secretaris-generaal van de Union Mundial pro Interlingua (UMI) en redacteur van het Interlingua-tijdschrift Currero. Hij schreef meer dan 20 boeken over kunst en historische monumenten in Zwitserland en een groot aantal thematische notitieboekjes in Interlingua, met name over de geschiedenis van internationale hulptalen. Hij was redacteur van de Revista de Interlingua, die ophield met zijn dood, van 1966 tot 1983. Dit tijdschrift groeide uit tot meer dan 6.000 pagina's die naar 60 landen werden gestuurd. Als hoofd van zijn eigen uitgeverij, Editiones Interlingua, publiceerde hij Interlingua-handleidingen in verschillende talen, waarbij hij ervoor zorgde dat handleidingen in de "kleine talen" werden opgenomen.